# William Aberhart
William Aberhart (né le 30 décembre 1878 et mort le 23 mai 1943), surnommé Bible Bill pour ses prédications radiophoniques de la Bible, est un pasteur, un évangéliste chrétien baptiste et homme politique canadien créditiste qui a été premier ministre de l'Alberta du 3 septembre 1935 au 23 mai 1943, date à laquelle il est mort dans l'exercice de ses fonctions. Il est le seul premier ministre de l'histoire de l'Alberta à mourir en fonctions, il était âgé de 64 ans.

## Biographie

### Débuts
William Aberhart est né dans une ferme près de Kippen, en Ontario. Ses parents étaient membres de l'Église presbytérienne. Il fréquente plusieurs collèges et reçoit une formation d'instituteur. Il étudie à l'université Queen's de Kingston en Ontario, et obtient un Bachelor of Arts en 1911.
Il enseigne dans plusieurs écoles publiques du sud de l'Ontario et devint directeur de l'école Brantford Central Public School en 1905. Durant les années passées à Brantford, il consacre beaucoup de temps à ses activités religieuses, en prêchant dans les églises et en participant à des séances d'étude de la Bible.
En 1902, il épouse Jessie Flatt, avec qui il eut deux filles, Ola Janet et Khona Louise. Il devient passionné par l'enseignement biblique prophétique et il suit un cours par correspondance de l'enseignant évangélique américain Cyrus Scofield. En 1910, il devient directeur de l'école Alexandra de Calgary, en Alberta.

### Ministère
À Calgary, il enseigne d'abord l'étude de la Bible à l'Église Grace Presbyterian. Toutefois, ses vues ne concordaient pas avec celles des ministres seniors et ses privilèges d'enseigner furent révoqués. Il va alors enseigner dans les Églises méthodistes Wesley et Trinity.
En 1915, il devient pasteur non-salarié de l'église baptiste Westbourne de Calgary,. En 1918, il fonde un groupe d'étude biblique dans l’église, dont l'auditoire s'accroit au fil des ans. En 1920, il est baptisé par immersion. En 1925, il diffuse ses sermons dominicaux à la station de radio CFCN, ce qui lui permet de transmettre sur les ondes sa prédication prophétique aux auditeurs de l'ensemble des Prairies canadiennes et d'une partie du nord des États-Unis. En 1927, il fonde le Prophetic Bible Institute de Calgary dans un nouvel édifice. L'édifice de l'institut a également accueilli l'église baptiste Westbourne. En 1929, une partie des membres de l'église en désaccord avec ses croyances sur la nécessité d’un baptême du Saint-Esprit distinct de la conversion, décide de revenir dans l’ancien bâtiment, incitant Aberhart à fonder la Bible Institute Baptist Church.

### Carrière politique
Aberhart commence à s'intéresser à la politique lors de la Grande Dépression. Il est attiré par les théories du crédit social du major C. H. Douglas. De 1932 à 1935, il intervient auprès du parti politique des United Farmers of Alberta, alors au pouvoir dans la province de l'Alberta, pour tenter de faire adopter ces théories. Constatant des réticences, il fonde le parti Crédit social de l'Alberta avec Ernest Manning en 1935. Ce parti remporta l'élection générale albertaine de 1935 avec 54 % des votes. Il devient ainsi Premier ministre de l'Alberta ainsi que ministre de l'Éducation en même temps. À partir de 1937, il occupa la fonction d'Attorney General en plus de ces deux autres fonctions.
Son gouvernement ne put guère mettre en pratique la politique du parti, puisque la théorie du crédit social reposait sur le contrôle de la monnaie et des banques, domaines de compétence législative qui ne relèvent pas de la législature de la province mais plutôt du Parlement fédéral du Canada, en vertu de la constitution canadienne. Le lieutenant-gouverneur John C. Bowen refuse d'accorder la sanction royale à trois projets de loi adoptés par la législature albertaine en 1937. Deux de ces projets de loi auraient eu pour effet de placer les banques sous le contrôle du gouvernement de la province. Le troisième projet, appelé Accurate News and Information Act (Loi sur les nouvelles et l'information exactes), aurait eu pour effet de forcer les journaux à publier les répliques du gouvernement aux articles auxquels le cabinet s'opposerait. Par la suite, les trois projets de loi sont déclarés inconstitutionnels par la Cour suprême du Canada et par le comité judiciaire du Conseil privé.
En 1938, les relations entre le gouvernement d'Aberhart et le lieutenant-gouverneur Bowen devinrent si tendues que celui-ci menace de destituer le gouvernement, ce qui aurait constitué un usage exceptionnel de ses pouvoirs constitutionnels. Toutefois, le gouvernement avait toujours d'une bonne popularité et la menace ne fut pas mise à exécution. Le gouvernement d'Aberhart est réélu lors de l'élection générale albertaine de 1940, avec 43 % des votes.
Bien que le gouvernement d'Aberhart ne put imposer son contrôle sur les banques, il put toutefois se donner une façon d'intervenir dans le secteur financier en créant les Succursales du Trésor albertain (Alberta Treasury Branches) en 1938. Celles-ci sont aujourd'hui des institutions financières et des sociétés de la Couronne.
Aberhart meurt subitement le 23 mai 1943 lors d'une visite à Vancouver, en Colombie-Britannique. Un de ses élèves du Prophetic Bible Institute et proche disciple, Ernest Manning, lui succéda comme chef du parti Crédit social et Premier ministre de l'Alberta.
Le centre de soins médicaux prolongés Aberhart Centre d'Edmonton et la William Aberhart High School de Calgary sont nommés en son honneur.